# ناوه‌فره
ناوه‌فره، روستایی از توابع بخش مرکزی شهرستان سرپل ذهاب در استان کرمانشاه ایران است.

## جمعیت
این روستا در دهستان حومه‌سرپل قرار دارد و براساس سرشماری مرکز آمار ایران در سال ۱۳۸۵، جمعیت آن ۲۶۱ نفر (۵۲خانوار) بوده‌است.زبان مردم این روستا کردی و دین آن یارسان(اهل حق) می باشد.